# Thus Spoke Kishibe Rohan
Thus Spoke Kishibe Rohan (jap. 岸辺露伴は動かない Kishibe Rohan wa ugokanai) – zbiór one-shotów autorstwa Hirohiko Arakiego, spin-off Diamond Is Unbreakable, czwartej części serii JoJo’s Bizarre Adventure. Jest wydawany nakładem wydawnictwa Shūeisha, począwszy od one-shota „Zange-shitsu”, opublikowanego w lipcu 1997 na łamach czasopisma „Shūkan Shōnen Jump”; od tego czasu kolejne rozdziały ukazywały się w magazynach „Jump Square”, „Shōnen Jump+”, „Bessatsu Margaret”, „JoJo Magazine” i „Ultra Jump”.
Na podstawie mangi studio David Production wyprodukowało 4-odcinkową serię OVA, wydawaną od czerwca 2017 do grudnia 2019. W grudniu 2020 premierę miała adaptacja w postaci TV dramy.

## Fabuła
Seria opowiada Rohanie Kishibe, słynnym mangace, który pragnie nadać swoim dziełom większy realizm, dlatego podróżuje po świecie, czerpiąc inspirację z życia ludzi. Robi to, używając zdolności swojego standu, manifestacji jego wewnętrznej siły, nazwanej „Heaven’s Door”, dzięki której może czytać i zapisywać informacje w osobie, pozwalając mu dowiedzieć się o niej wszystkiego oraz zmieniać jej wspomnienia i zachowania.

## Manga
Thus Spoke Rohan Kishibe to epizodyczna seria stworzona przez Hirohiko Arakiego. Rozpoczęła się od historii „Zange-shitsu”, która została opublikowana 7 lipca 1997 na łamach czasopisma „Shūkan Shōnen Jump” (numer 30/1997). Araki został poproszony przez redakcję o stworzenia one-shota do magazynu, który musiał spełniać dwa wymagania: mieć mniej niż 45 stron i nie mógł być spin-offem ani historią poboczną. Mimo to stworzył spin-off z postacią Rohana Kishibe z serii JoJo’s Bizarre Adventure. Araki spekulował, że gdyby nie zabroniono mu stworzenia spin-offu, prawdopodobnie nie stworzyłby historii z Rohanem, i jest za to wdzięczny. Dodał też, że stworzył wersję historii bez postaci z Diamond Is Unbreakable, ale uznał, że jest znacznie lepsza z komentarzem Rohana. One-shot ten został zawarty w zbiorze zatytułowanym Shikei shikkōchū datsugoku shinkōchū, który ukazał się w Japonii 19 listopada 1999. Kolejne rozdziały były publikowane na zmianę w różnych magazynach wydawnictwa Shūeisha, takich jak „Shūkan Shōnen Jump”, „Jump Square”, „Shōnen Jump+”, „Bessatsu Margaret”, „JoJo Magazine” oraz „Ultra Jump”.
Pierwszy tom Thus Spoke Rohan Kishibe, który również zawierał historię „Zange-shitsu” oraz 3 kolejne rozdziały, a także spin-off „Kishibe Rohan Gucchi e iku”, został wydany 19 listopada 2013. Drugi tom, obejmujący kolejne cztery rozdziały, ukazał się w Japonii 19 lipca 2018.
| Nr | Data wydania (język japoński) | ISBN (język japoński)  |
| -- | ----------------------------- | ---------------------- |
| 1  | 19 listopada 2013             | ISBN 978-4-0887-0872-0 |
| 2  | 19 lipca 2018                 | ISBN 978-4-0890-8314-7 |

## OVA
Odcinek OVA na podstawie rozdziału „Fugō-mura” został wyprodukowany przez studio David Production, a za reżyserię, wraz z Yasufumim Soejimą jako asystentem, odpowiadał Toshiyuki Kato. Postacie zaprojektował Shun’ichiego Ishimoto, a projekty standów przygotował Kenta Mimuro. Motyw otwierający, „Kishibe Rohan wa ugokanai no tema”, został wykonany przez Yūgo Kanno, natomiast utwór końcowy, „Finding the Truth”, przez Codę. Odcinek został wydany na DVD 28 czerwca 2017 dla osób, które zakupiły wszystkie 13 japońskich wydań DVD lub Blu-ray telewizyjnego serialu anime JoJo’s Bizarre Adventure: Diamond Is Unbreakable przed 31 lipca 2017. Kato zastosował inny schemat kolorystyczny niż w Diamond Is Unbreakable, aby oddać klimat grozy obecny w mandze. Sekwencję otwierającą wyreżyserował tak, aby jednocześnie budziła poczucie nostalgii i niepokoju, nawiązując do programów telewizyjnych takich jak Strefa mroku (1959) i Miasteczko Twin Peaks (1990).
Drugi odcinek OVA, stworzony przez to samo studio i ekipę, adaptujący rozdział „Mutsukabe-zaka”, został wydany na DVD 19 lipca 2018 jako dodatek do zamówień przedpremierowych limitowanej edycji drugiego tomu mangi. Singiel zawierający motywy otwierający i końcowy został wydany tego samego dnia co drugi odcinek OVA. Dwa nowe odcinki OVA, adaptujące rozdziały „Zange-shitsu” oraz „The Run”, były wyświetlane kinowo w dziewięciu miastach Japonii, począwszy od 8 grudnia 2019, a następnie wydane na DVD i Blu-ray 25 marca 2020.
Od 18 lutego 2021 seria jest dostępna w serwisie Netflix.

### Lista odcinków
| № | Tytuł                                      | Premiera        |
| - | ------------------------------------------ | --------------- |
| 1 | Wioska milionerów Fugō-mura (富豪村)       | 28 czerwca 2017 |
| 2 | Wzgórze Mutsu-kabe Mutsukabe-zaka (六壁坂) | 19 lipca 2018   |
| 3 | W konfesjonale Zange-shitsu (懺悔室)       | 8 grudnia 2019  |
| 4 | Bieg Za ran (ザ・ラン)                     | 8 grudnia 2019  |

## TV drama
13 października 2020 NHK ogłosiło, że wyprodukuje trzyodcinkowy miniserial aktorski oparty na mandze Thus Spoke Rohan Kishibe. Adaptacja dwóch rozdziałów z serii (Fugō-mura i D.N.A.) oraz jednego opowiadania (Kushagara) była emitowana na kanałach NHK General TV i NHK BS4K 28, 29 i 30 grudnia 2020 w godzinach 22:00–22:49 czasu japońskiego. 15 sierpnia 2021 NHK poinformowało, że seria otrzyma trzy nowe odcinki, które zostaną wyemitowane w grudniu 2021. Tym razem zaadaptowano dwa rozdziały z mangi Thus Spoke Rohan Kishibe (The Run i Mutsukabe-zaka) oraz historię Cheap Trick z serii Diamond Is Unbreakable (Senaka no shōmen). 20 sierpnia 2022 ogłoszono, że kolejne nowe odcinki zostaną wyemitowane w grudniu 2022. Zaadaptowano jeden rozdział z mangi (Hot Summer Martha) oraz historię Janken kozō ga yatte kuru! z Diamond Is Unbreakable. 1 kwietnia 2024 NHK ogłosiło, że nowy odcinek, adaptujący rozdział Mitsuryō kaigan z mangi, będzie miał premierę 5 maja 2024.

### Film live action
4 stycznia 2023 zapowiedziano pełnometrażowy film aktorski, zatytułowany Kishibe Rohan Louvre e iku, który oparty jest na mandze o tym samym tytule. Za produkcję odpowiada ekipa pracująca wcześniej przy serialu, a obsada ponownie wcieliła się w swoje role. Premiera w japońskich kinach odbyła się 26 maja 2023.

## Odbiór
Pierwszy tom zadebiutował z szacowaną liczbą 278 268 sprzedanych egzemplarzy w pierwszym tygodniu sprzedaży w Japonii, zajmując trzecie miejsce na cotygodniowej japońskiej liście 50 najlepszych komiksów, za 81 tomem Detektywa Conana i 7 tomem Terra Formars. Utrzymywał się na liście przez cztery kolejne tygodnie, sprzedając się łącznie w liczbie 422 994 egzemplarzy. Do maja 2014 roku sprzedano 526 719 egzemplarzy, a do listopada sprzedaż osiągnęła poziom 553 380 egzemplarzy, co sprawiło, że był to 68. najlepiej sprzedający się tom mangi w Japonii w 2014 roku. Drugi tom w edycji standardowej i limitowanej zadebiutował z liczbą sprzedanych egzemplarzy wynoszącą odpowiednio 132 283 i 20 128 kopii, zajmując czwarte oraz trzydzieste szóste miejsce w cotygodniowym japońskim rankingu komiksów.
Manga została dobrze przyjęta przez krytyków. Maria Antonietta Idotta z MangaForever stwierdziła, że seria potrafiła wyrazić pełną gamę dramatyzmu, głębi i złożoności typową dla długich dzieł Arakiego, mimo historii w formie one-shotów, a ilustracje nazwała „subtelnymi”. Takato z Manga-News również uznał, że manga oddaje istotę długiej formy JoJo’s Bizarre Adventure, jednocześnie sprawdzając się jako dzieło samodzielne, przyjazne nowym czytelnikom. Docenił też, że krótszy format pozwolił na silniejsze skupienie się na atmosferze i świecie, przez co historia wydawała się czymś więcej niż tylko spin-offem. Erkael, również piszący dla Manga-News, uznał, że zarówno kreska, jak i fabuła zadowolą obecnych fanów oraz przyciągną nowych, nazywając serię „przyjemną w czytaniu” pomimo zmiany tonu w porównaniu z JoJo’s Bizarre Adventure, z większą ilością elementów horroru i pełnego napięcia.
Rebecca Silverman z Anime News Network przyznała pierwszemu tomowi ocenę 4/5, opisując go jako interesujący zbiór krótkich, nadprzyrodzonych opowieści, które przypominają amerykańskie komiksy grozy z lat 70. Zaznaczyła jednak, że czytelnicy nieznający JoJo’s Bizarre Adventure będą musieli samodzielnie zrozumieć elementy takie jak standy, które są kluczowe dla fabuły. Z kolei Christopher Farris, także piszący dla Anime News Network, porównał „stosunkowo minimalne zaangażowanie” Rohana w historie do komiksu The Crypt-Keeper i uznał, że dzięki temu kolekcja przypomina antologię horrorów. Dodał również, że możliwość obserwowania „ciągłej ewolucji Arakiego jako artysty i narratora” na przestrzeni 16 lat była niezamierzenie wciągającym elementem. Karen Maeda z Sequential Tart, która przyznała, że ma prawie zerową wiedzę na temat JoJo’s Bizarre Adventure, stwierdziła, że została „całkowicie wciągnięta” przez drugą historię, zastanawiając się, co Rohan i jego magiczna moc zrobią następnie. Oceniła kolekcję na 8/10, pisząc, że opowieści wpisują się w gatunek horroru, ale „są bardziej dziwaczne niż krwawe”.